# Słupia-Folwark
Słupia-Folwark – zniesiona nazwa części wsi Słupia w Polsce położona w województwie łódzkim, w powiecie skierniewickim, w gminie Słupia.
Do 1991 r. istniały wsie: Brzostówka, Daleki Gaj, Pokoria, Słupia-Folwark. Miejscowości te włączono do wsi Słupia 1 stycznia 1992, a nazwy zniesiono.
W latach 1975–1991 miejscowość należała administracyjnie do województwa skierniewickiego.